# Arte Bad Girl
El arte Bad Girl (lit. Chica mala) es un género de historietas de superheroínas de carácter y personalidad fuerte, que siguen el prototipo de antihéroe y femme fatale. Las Bad Girls son generalmente rudas y violentas, y tienen características físicas exageradas (especialmente, pechos y nalgas muy prominentes).
Este tipo de historietas tuvo su apogeo entre los años 80 y 90, con historietas como Vampirella, Lady Death y Witchblade, en editoriales como Chaos! comics, Image Comics y más recientemente Avatar Press, y es una derivación de los cómics Good Girl, aparecidos en los años 50 y 60 para incluir personajes femeninos de roles protagónicos en las historietas.
El término de «bad girl art» o arte de chica mala, se acuñó en la década de 1990 como una alusión a (y en contraste con) el  movimiendo del «good girl art» o arte de chica buena, que empezó en la década de 1940.

## Personajes Bad Girl
La mayor de las diferencias de las Bad Girls con respecto a las Good Girls es, por supuesto, su caracterización. Ésta suele incluir un arte exuberante, entornos místicos y mujeres completamente desarrolladas, con aspecto fuertemente sexualizado que suele incluir trajes que apenas ocultan los genitales, y suelen parecer prendas de lencería erótica.
Estas mujeres suelen ser tan poderosas, violentas y fuertes como cualquier personaje masculino, y en su trasfondo suelen haber estado sujetas a alguna clase de abuso sexual, físico, o estar movidas por el deseo de vengar a un amor perdido.

## Personajes
Los siguientes son algunos ejemplos de mujeres Bad Girl presentes en la actualidad en el mercado de historietas:
- Danger Girl
- Angela
- Avengelyne
- Barb Wire
- BloodRayne
- Darkchylde
- Dogwitch
- Elektra
- Fathom
- Glory
- Lady Death
- Lady Rawhide
- The Magdalena
- Pandora
- Purgatori
- Ramba
- Red Monika (de Battle Chasers)
- Shi
- Tarot, bruja de "the Black Rose"
- Vampirella
- Warrior Nun Areala
- Witchblade